# 休克行动
休克行动（希伯來語：‎）是1968年10月31日由以色列伞兵执行的突击行动。袭击的目标是开罗以南280英里的新建的奇纳桥、奇纳桥以西35英里的纳格汉马迪桥以及桥附近的纳格汉马迪变电站。该电站为该地区提供电力，被描述为开罗和阿斯旺大坝之间高压线上的一个转接站。

## 背景
以色列和埃及之间的消耗战从1968年持续到1970年，双方沿着停火线交战，结束了1967年的六日战争。
双方都企图通过消耗战来尽可能削弱对方，以期在随后的谈判中获得优势。埃及尤其试图夺回1967年失去的领土。埃及领导人贾迈勒·阿卜杜-纳赛尔估计，通过对以色列在六日战争中失去的领土发动一场低级战争，国际压力将迫使以色列撤军。纳赛尔也决心一雪他和埃及在1967年战争中所遭受的前耻。以色列方面则试图巩固其对西奈半岛的控制，因为以色列内阁和议会的一些成员认为，西奈半岛应该并入以色列，这是朝着实现“大以色列”愿景迈出的一步。

## 计划
埃及军队对沿苏伊士运河的以色列國防軍阵地进行了两次重型炮击，造成25名士兵死亡，作为回应，以色列国防军开始了一系列针对埃及深层军事和战略目标的行动。“休克行动”是第一次针对埃及电力基础设施的行动。

### 传记
- Cohen, Col. Elizar.  1st American. Crown. October 26, 1993. ISBN 978-0517587904.